# Distritos de la República del Congo
Los departamentos de la República del Congo se dividen en 86 distritos y 6 comunas. Los distritos son la subdivisión de segundo nivel administrativo del país.

## Lista de distritos
Los departamentos de Brazzaville y Pointe-Noire están conformados por una comuna cada uno, que se dividen en distritos urbanos (arrondissements).
En el resto del país, los distritos se enumeran a continuación, organizados por departamento:

### Departamento de Bouenza
- Nkayi (comuna)
- Boko-Songho
- Kayes
- Kingoué
- Loudima
- Mabombo
- Madingou
- Mfouati
- Mouyondzi
- Tsiaki
- Yamba

### Departamento de Cuvette
- Boundji
- Loukoléla
- Makoua
- Mossaka
- Ngoko
- Ntokou
- Owando
- Oyo
- Tchikapika

### Departamento de Cuvette-Oeste
- Etoumbi
- Ewo
- Kéllé
- Mbama
- Mbomo
- Okoyo

### Departamento de Kouilou
- Hinda
- Kakamoeka
- Madingo-Kayes
- Mvouti
- Nzambi
- Tchamba Nzassi

### Departamento de Lékoumou
- Bambama
- Komono
- Mayéyé
- Sibiti
- Zanaga

### Departamento de Likouala
- Bétou
- Bouanéla
- Dongou
- Enyellé
- Epéna
- Impfondo
- Liranga

### Departamento de Niari
- Dolisie (comuna)
- Mossendjo (comuna)
- Loubomo
- Banda
- Divenie
- Kibangou
- Kimongo
- Londela-Kayes
- Louvakou
- Mbinda
- Makabana
- Moungoundou Nord
- Moungoundou Sud
- Moutamba
- Mayoko
- Nyanga
- Yaya

### Departamento de Plateaux
- Abala
- Allembe
- Djambala
- Gamboma
- Lékana
- Makotipoko
- Mbon
- Mpouya
- Ngo
- Ollombo
- Ongoni

### Departamento de Pool
- Boko
- Goma Tse-Tse
- Igne
- Kindamba
- Kinkala
- Kimba
- Louingui
- Loumo
- Mayama
- Mindouli
- Mbandza-Ndounga
- Ngabe
- Vindza

### Departamento de Sangha
- Ouésso (comuna)
- Mokéko
- Ngbala
- Pikounda
- Sembé
- Souanké